# Orenaia coloradalis
Orenaia coloradalis là một loài bướm đêm trong họ Crambidae.